# The End (Helt Apropå)
The End är ett humorprogram producerat av SVT Malmö 1988 med Helt apropå, om jordens undergång. Jordens undergång skulle ske efter programmets slut så därför gjorde man ett program under de 30 sista minuter jorden skulle existera. Programmet tävlade och vann priser internationellt.[källa behövs]
Medverkade gjorde:
- Stellan Sundahl
- Kryddan Peterson
- Fritte Friberg
- Lotta Thorell
- Elizabeth Banke